# Вулиця Данила Галицького (Луцьк)
Вулиця Данила Галицького — одна з основних вулиць історико-культурного заповідника «Старий Луцьк» [Архівовано 26 березня 2012 у Wayback Machine.], яка простягається від майдану Братський Міст до мосту через річку Стир і перетинає майдан Ринок; єдина вулиця заповідника, по якій транзитно курсує міський транспорт; композиційна вісь «північ-південь» заповідника, уздовж якої розташовуються три пам'ятки архітектури національного значення: комплекс Луцького братства, Покровська церква, Велика хоральна синагога.

## Історія

### Освоєння території
Та ділянка материка, по якій зараз пролягає вулиця, стала використовуватися лише з Х століття із мірою відступу води і збільшення площі острова, на якому розвивалося місто. Наприкінці цього століття припинилися часті і потужні повені, тому освоєння території стало можливим. У 1150 році тут уже були міські укріплення, які пролягали вздовж краю надзаплавної тераси . Дещо західніше вулиці (у сторону річки) в різних місцях були виявлені зрубні споруди оборонного характеру . Поряд із цими укріпленнями у XIII столітті відбувалося активне освоєння площі . З цього часу почалося формування південної частини теперішньої вулиці Данила Галицького як власне міської вулиці.

### Литовський період
З XIV століття на міському пагорбі формувався Ринковий майдан, до якого вели кілька вулиць. Вздовж західної частини майдану ішли Широка і Велика вулиці, які згодом лягли в основу єдиної вулиці. Вулиця Широка (Равинська? ), тобто південна частина теперішньої Галицького, починалася на Ринку поряд з ратушею і вела у південну частину міста до єврейського кварталу, звідки починався Великий Луцький (Земський) міст. Його довжина становила 700 м і простягався він до сусіднього села Рованці . На північ від Ринку ішла вулиця Велика, яка закінчувалася на Глушецькому мості, що з'єднував острівну частину Луцька із північними околицями — Помостичами. Ця частина міста відігравала важливе значення у торгівлі та комунікаціях міста, адже тут розташовувався порт, де відбувалося розвантаження прибулих до міста човнів із товаром . У XV столітті на мості поряд з вулицею Широкою збудували міську браму. Вулиця Широка та Велика лише формально були розділені Ринком, а географічно утворювали єдиний напрям. Обидві вулиці — Широка і Велика — носили підвищений статус, оскільки сходилися на майдан Ринок та географічно розташовувалися посередині міської території Луцька.

### Будівництво важливих об'єктів

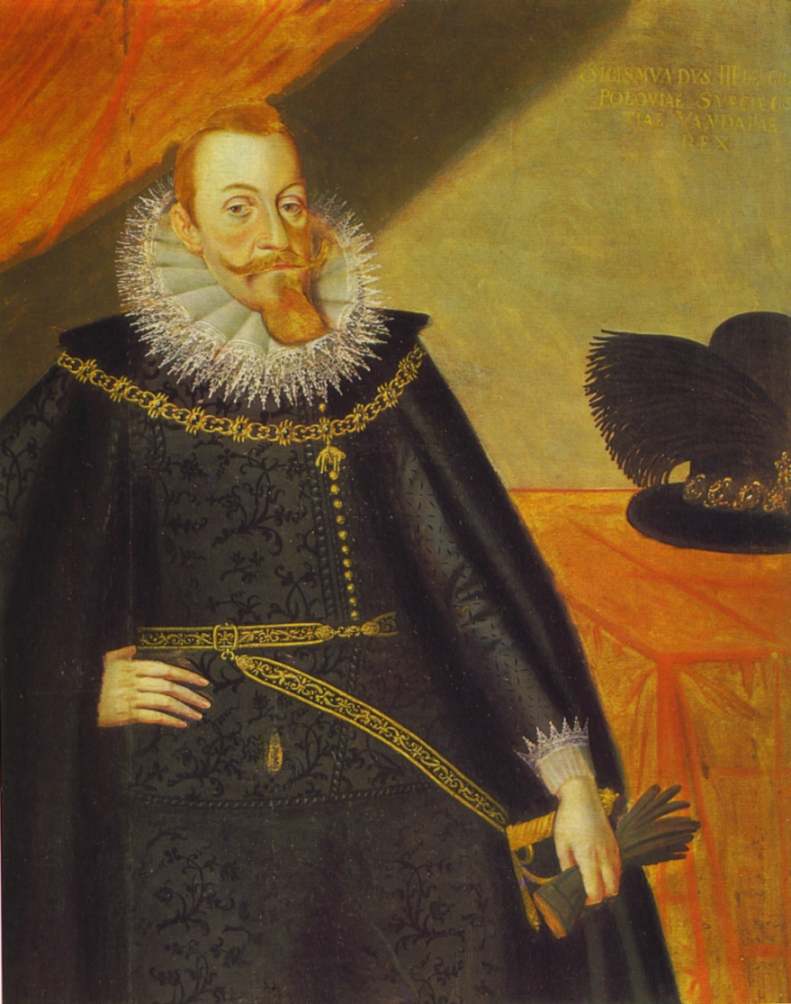
Король Сигізмунд III

На початку XVII століття Луцьк переживав бум містобудівних акцій, внаслідок яких постало кілька великих культових та освітніх споруд. Будівництво деяких із них відбувалося на даних вулицях. 20 лютого 1619 року король Сигізмунд III Ваза надав Луцькому братству привілей, згідно з яким їм надавалося право замість руського шпиталю збудувати новий, а також збудувати церкву зі школою . Згодом поряд із церквою постав і монастир. Комплекс братства був збудований біля Глушецького моста на Великій вулиці. А в травні 1626 року король Сигізмунд надав привілей луцьким євреям на побудову кам'яної синагоги з оборонною вежею, гарматою на ній і невеликим арсеналом та нової школи . Через 3 роки синагогу збудували на протилежному кінці дороги — вулиці Широкій в центрі єврейського кварталу. Крім того, у 1637 році навпроти ратуші у південно-західному куті Ринку була збудована дерев'яна церква Покрови Пресвятої Богородиці, яку згодом замінили на цегляну .

### Зміни назв та об'єднання в єдину вулицю

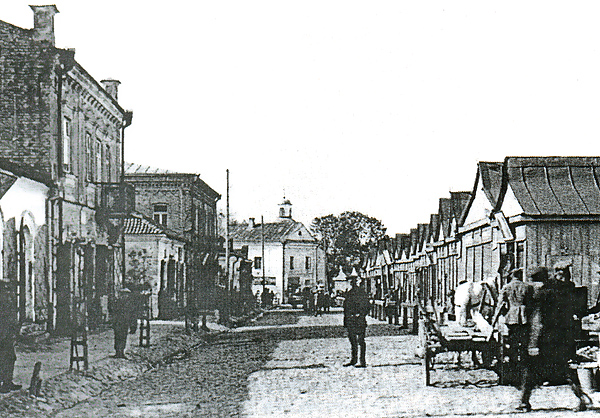
Торгові ряди на вулиці, 1925 рік

В середині XVIII століття ратуша згоріла. Місце, де вона стояла, почало забудовуватися. Із розвитком міста і переходом його центру на нові вулиці, Широка і Велика почали втрачати свій престижний статус. Змінилися і назви вулиць. Велика разом із частиною Ринку тепер входили у Базиліанську (Василіанську), названу на честь ордену василіан, який розмістився у колишньому братському монастирі. А у XIX столітті. ця вулиця іменувалася Покровською. В цей же час Широка (яка вела до синагоги) носила назву Шкільна. У 1920 році вона знову змінила назву — на Берка Йоселевича, а Базиліанська — на майдан Шолома Алейхема . Ще на початку XX століття відбувалися торги на майдані Ринок, тому вздовж вулиці стояли як старовинні споруди, так і дерев'яні прилавки. Протягом 1915—1916 року, коли Луцьк був зайнятий австрійськими військами, вулиця (або її частина) носила назву Домініканської.
Об'єднання вулиць відбулося в середині XX століття під назвою Староміська. У 1957 році її перейменували на Пугачова. У 1969 році на Пугачова відбувалося будівництво нового меблевого магазину, під час чого у землі були виявлені залишки однієї з ліній укріплень старого Луцька. Розмір жолобчастої цегли і характер кладки зовні не відрізнявся від Окольного замку . В 1977 році південніше Лазні під час розкопок була знайдена кераміка XIII століття . На розі із вулицею Данила Братковського був відновлений будинок за старими архівними кресленнями. На ньому встановили меморіальну таблицю Данилу Галицькому. На початку 1990-х років вулицю Пугачова перейменували на Данила Галицького.

## Сьогодні

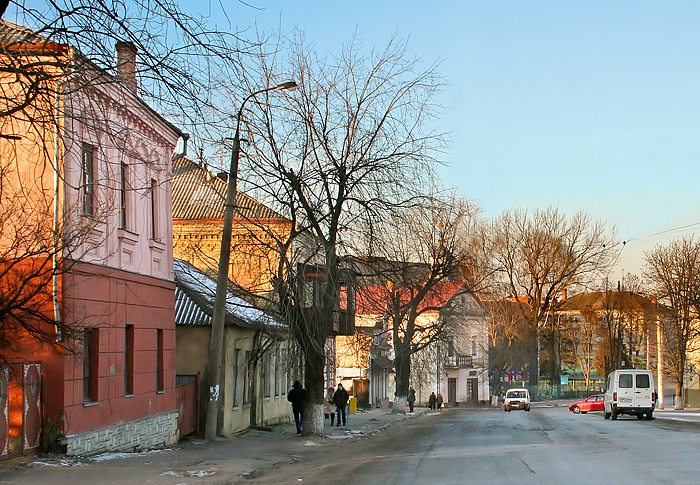
Сучасний вигляд

Вулиця Данила Галицького сьогодні є єдиною вулицею історико-культурного заповідника, якою курсує міський транспорт. Відповідно, це найжвавіша вулиця Старого міста. У містобудівній композиції вона відіграє роль осі «північ-південь». З обох боків вулицю обрамлюють пам'ятки — Братська церква та синагога, які мають спільні архітектурні елементи. Однак вулиця не є єдиним архітектурним ансамблем. Найстаріші споруди належать до початку XVII століття. Також збереглися будинки XIX століття та початку XX століття. Є одна споруда кінця 1960-х років, де донедавна розташовувалося Генеральне Консульство Республіки Польща. Вулиця починається із майдану Братський міст, куди виходить пішохідна вулиця Лесі Українки.
У січні 2020 року біля будинку № 22 під час земляних робіт без попереднього археологічного нагляду знайшли старовинну цеглу XVI-XVIII століть. 

### Споруди
| Номер | Опис | Вигляд |
| ----- | --- | ------ |
| —     | Будинок, який був повністю знищений під час війни. Але наново збудований за первинним проектом. Це копія попередника. Розташований на перетині з вулицею Данила Братковського |        |
| 2     | Братська Хрестовоздвиженська церква й монастир |        |
| —     | Вигляд Покровської церкви з вулиці |        |
| 14    | Будинок збудований у 1969 році. Донедавна тут розміщувалось Генеральне консульство Республіки Польща.                                                                         |        |
| 16    | Лазня |        |
| 33    | Велика хоральна синагога |        |

## Світлини

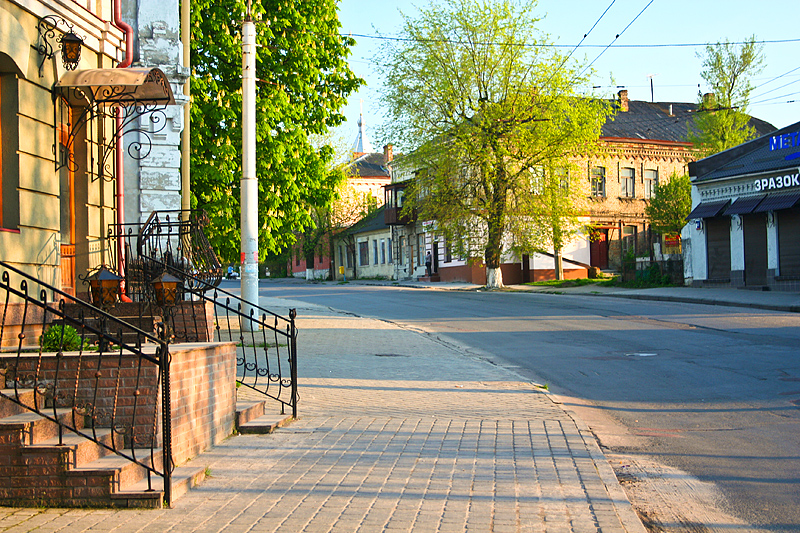
Початок вулиці
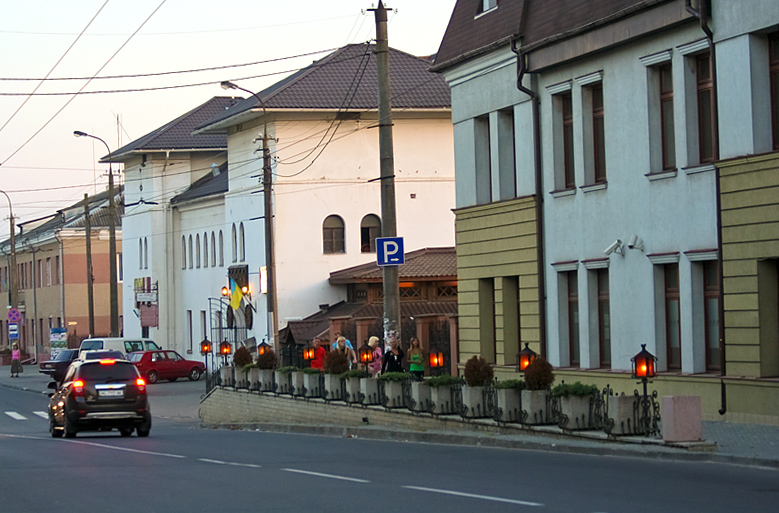
Середня частина вулиці
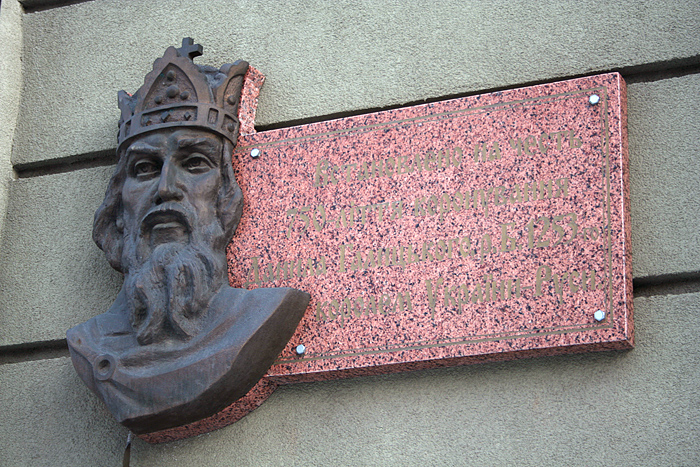
Меморіальна дошка Данилу Галицькому
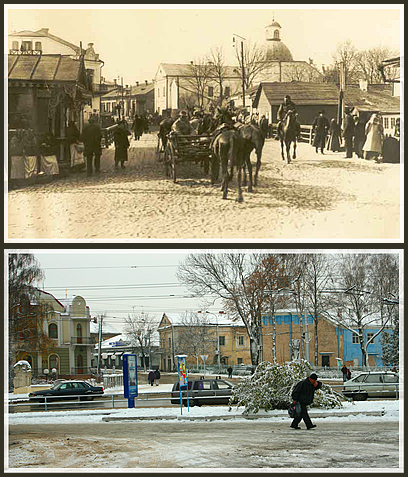
Порівняння: 1916-2008
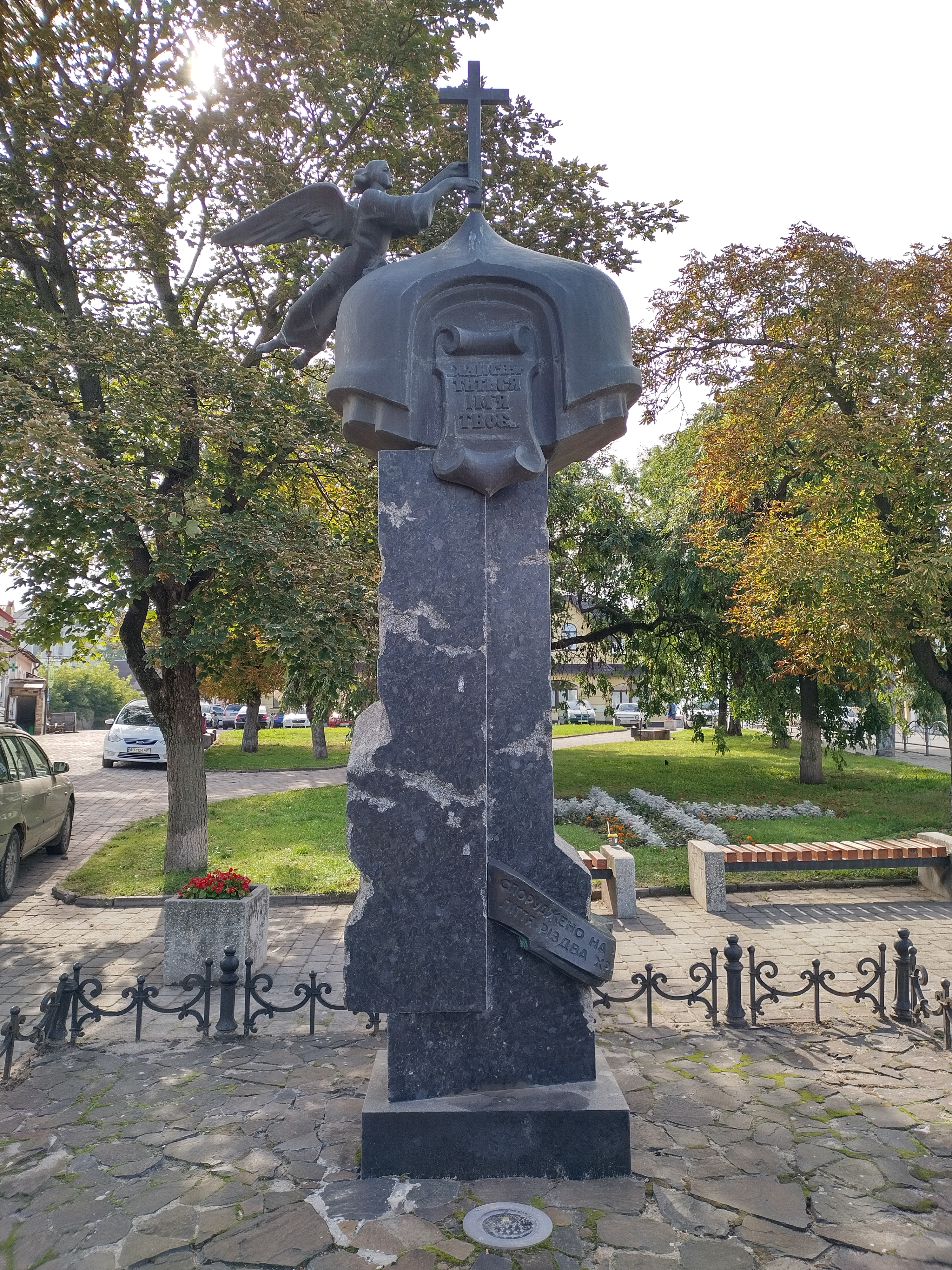
Пам'ятний знак на честь 2000-ліття Різдва Христового